# Licince
Licince – wieś (obec) na Słowacji położona w kraju bańskobystrzyckim, w powiecie Revúca. Pierwsze wzmianki o miejscowości pochodzą z roku 1243.
Według danych z dnia 31 grudnia 2012, wieś zamieszkiwało 736 osób, w tym 362 kobiety i 374 mężczyzn.
W 2001 roku rozkład populacji względem narodowości i przynależności etnicznej wyglądał następująco:
- Słowacy – 36,12%
- Czesi – 0,48%
- Romowie – 5,14%
- Rusini – 0,16%
- Węgrzy – 57,95%

Ze względu na wyznawaną religię struktura mieszkańców kształtowała się w 2001 roku następująco:
- Katolicy rzymscy – 93,74%
- Ewangelicy – 2,57%
- Ateiści – 1,77%
- Nie podano – 0,32%